# Cristòfol Baqués i Almirall
Cristòfol Baqués i Almirall (Olesa de Bonesvalls, Alt Penedès, 20 de març de 1885, o 1884 - Barcelona, 20 d'agost de 1936), fou un prevere, beat i membre de la germandat dels Sacerdots Operaris.
Es va ordenar sacerdot el 13 de juny de 1908. Aquell mateix any ingresà a la Germandat, i el 24 de setembre de 1910 es va consagrar a la Germandat de Sacerdots Operaris Diocesans. El seu primer destí fou el de Prefecte de Col·legials al Seminari Pontifici de Tarragona. Durant la seva estada a Tarragona, l'any 1909 es va llicenciar en Sagrada Teologia a la Universitat Pontificia de Tarragona. Entre 1928 i 1931 fou professor de Llatí i Vicerrector del Seminari Menor de Baeza (Jaén). L'any 1931 el traslladen al Seminari Conciliar de Barcelona, on exercí de Majordom i finalment com a Prefecte de Col·legials.
Fou afusellat el 20 d'agost de 1936 a la carretera de la Rabassada de Barcelona. Fou beatificat el 13 d'octubre de 2013.